# Leopold Wagner

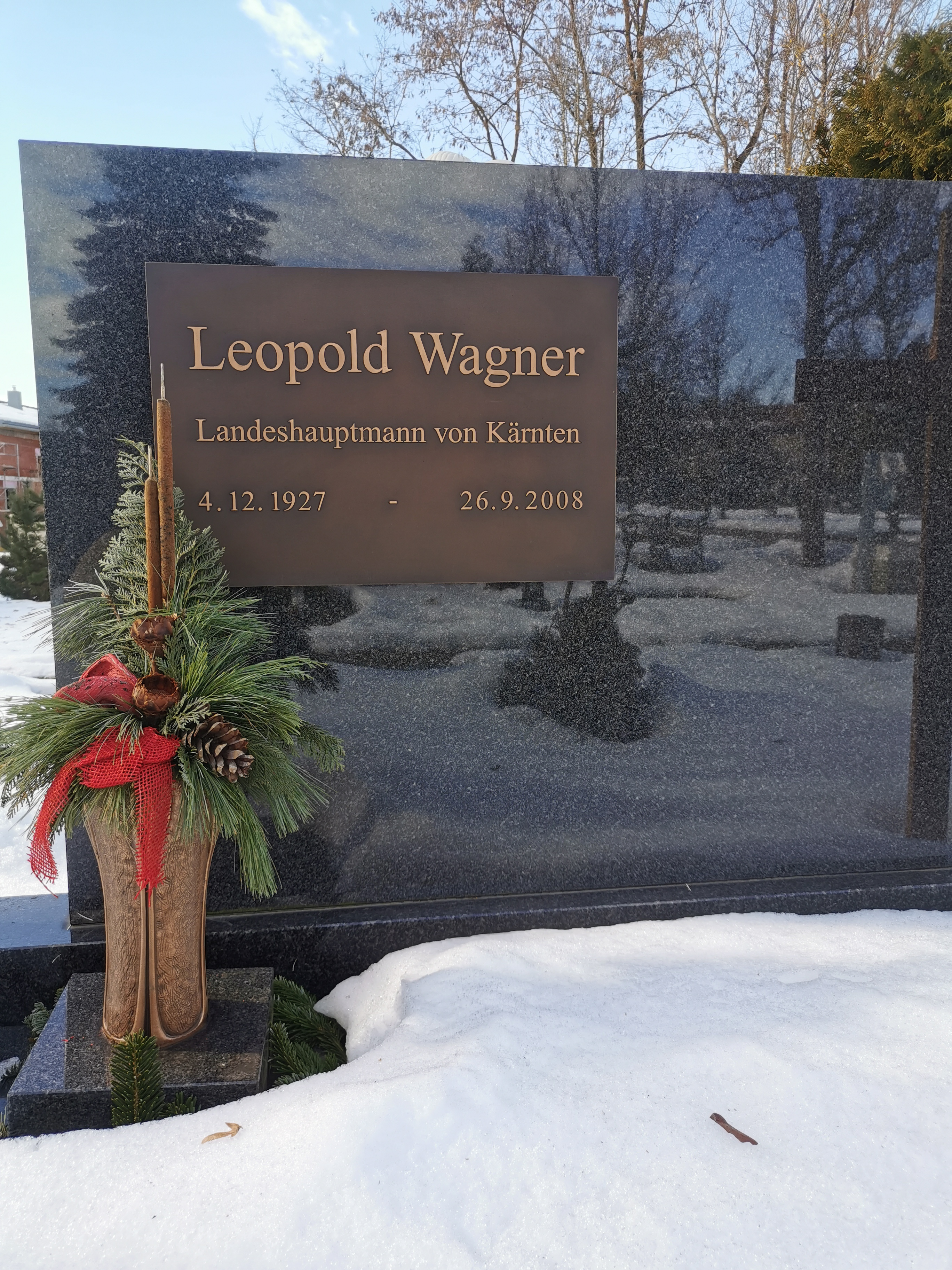
Leopold Wagners Grab am Friedhof Stein-Viktring

Leopold Wagner (* 4. Dezember 1927 in Klagenfurt, Kärnten; † 26. September 2008 ebenda) war ein österreichischer Politiker der Sozialdemokratischen Partei Österreichs. Von 1974 bis 1988 war er Landeshauptmann von Kärnten.

## Leben
Wagner besuchte von 1934 bis 1938 die Volksschule und anschließend bis 1942 die Hauptschule in Klagenfurt. Wagner bekannte sich später offen zu seiner Vergangenheit als „hochgradiges Mitglied“ der Hitlerjugend. Nachdem er die Lehrerbildungsanstalt 1942 bis 1944 und 1946/47 absolviert und 1953 die Fachprüfungen für das Hauptschullehreramt in Deutsch, Geografie und Geschichte abgelegt hatte, war er Lehrer an verschiedenen Schulen in Klagenfurt.

## Politik
Politisch war er von 1965 bis 1973 Landesparteisekretär der SPÖ Kärnten, daneben war er Präsident und Vorstandsmitglied des ASKÖ sowie Geschäftsführender Landesobmann und Vorstandsmitglied des ARBÖ. Ab 1970 war Wagner Mitglied der Kärntner Landesregierung, von 1973 bis 1974 Landeshauptmann-Stellvertreter, und schließlich ab 19. April 1974 Landeshauptmann von Kärnten. Unter seiner Führung erreichte die SPÖ bei den Landtagswahlen 1975, 1979 und 1984 durchgängig Wahlergebnisse mit einem Stimmenanteil von mehr als 50 Prozent; das beste Ergebnis errang seine Partei 1979 mit 53,6 Prozent der abgegebenen Stimmen. Zudem konnte die SPÖ in Wagners Amtszeit einen großen Mitgliederzuwachs verzeichnen.

## Attentat
Am 6. Oktober 1987 wurde Leopold Wagner von einem ehemaligen Schulkollegen, dem Hauptschullehrer Franz Rieser, auf der Toilette des Klagenfurter Gastronomiebetriebes „Volkskeller“ (später „Hirter Botschaft“) angeschossen, weil dieser sich bei einer Postenbesetzung übergangen gefühlt hatte. Wagner überlebte das Attentat schwer verletzt. Er verblieb nur noch kurze Zeit in der Politik und zog sich bald aus ihr zurück. Am 27. September 1988 übergab er das Amt des Landeshauptmanns an Peter Ambrozy.